# Prometheus: The Discipline of Fire & Demise
Prometheus: The Discipline of Fire & Demise — четвёртый студийный альбом норвежской симфонической блэк-метал-группы Emperor, вышедший в 2001 году на лейбле Candlelight Records, на текущий момент — её последний полноформатный альбом.

## Список композиций
Слова и музыка всех песен — Исан.
| №                   | Название                  | Длительность |
| ------------------- | ------------------------- | ------------ |
| 1.                  | «The Eruption»            | 6:28         |
| 2.                  | «Depraved»                | 6:32         |
| 3.                  | «Empty»                   | 4:16         |
| 4.                  | «The Prophet»             | 5:41         |
| 5.                  | «The Tongue of Fire»      | 7:10         |
| 6.                  | «In the Wordless Chamber» | 5:12         |
| 7.                  | «Grey»                    | 5:05         |
| 8.                  | «He Who Sought the Fire»  | 5:28         |
| 9.                  | «Thorns on My Grave»      | 5:55         |
| Общая длительность: | Общая длительность:       | 51:51        |

## Участники записи
- Исан: вокал, ведущая и главная гитара, бас, клавишные, программирование
- Самот: дополнительная гитара
- Трюм: ударные, перкуссия